# Астероид класса X
Спектральный класс X — это класс астероидов, в который входят объекты, спектры которых не имеют никаких особенностей.

## Классификация SMASS
По классификации SMASS выделяют следующие подгруппы:
- типовые — спектр почти без особенностей со слабым или умеренным уклоном в красной части: (16) Психея, (22) Каллиопа
- Xe — спектр имеет слабый или умеренный уклон в красной части с рядом узких особенностей (например, на 0,55 мкм): (64) Ангелина, (71) Ниоба
- Xc — спектр слегка красноватый, не имеет особенностей, кроме слабой кривизны (переходный между типовыми астероидами класса X и астероидами класса C): (44) Ниса, (65) Кибела
- Xk — спектр имеет умеренный уклон в красной части (> 0,75 мкм) и в основном плоский в остальной части (переходный между типовыми астероидами класса X и астероидами класса K): (21) Лютеция, (114) Кассандра

## Классификация Толена
По классификации астероидов, предложенной в 1984 году Д. Толеном, к классу X относят астероиды, которые не удалось классифицировать ни в один из других классов. Обычно же такие объекты, после анализа альбедо, сопоставляются с классами M, E или P.